# Éliás Jr.
Éliás Gyula, ismertebb nevén Éliás Jr. (Budapest, 1975. március 3.)  Artisjus-díjas énekes, zeneszerző, zenész, énektanár. Éliás Gyula lemezlovas fia.

## Pályája
Számos zenekar tagja volt, 2001-ben az Erkel Gyula Újpesti Zeneiskola jazz-ének szakának vezetője volt. 2003-ban diplomázott a Liszt Ferenc Zeneművészeti Egyetem jazz-ének szakán, tanulmányai ideje alatt koncerteket adott a Francia Intézetben, a Magyar Rádió Márványtermében és a Millenáris Teátrumban. 2005-2006-ban a Megasztár 2. és 3. énekesei, 2009-ben a Csillag születik 2.-ben Brasch Bence és Varga Viktor, 2010-ben az X-Faktor énekesei, 2011-ben pedig a Csillag születik 3.-ban László Attila felkészítő tanára volt.
Vendégművészként énekelt különböző zenekarokban és előadókkal: Stúdió 11, Budapest Jazz Orchestra, Jazzpression, Földvári Gergő, Gáspár Laci, Váci Eszter, Frank Zappa emlékzenekar, Takács Tamás, Fekete Jenő, Jackie Orszánszky, Somló Tamás, Charlie, Rúzsa Magdi, Tóth Vera, Varga Viktor, McDc. Ezenkívül egy műsorban szerepelt Frank Sinatra jr.-ral és Nancy Sinatrával.

## Díjak, elismerések
- Gundel Művészeti díjat (2006)
- Jazzy Rádió Dalverseny, a legjobb férfi énekes díj (2009)
- Artisjus-díj (2012)

## Zenekarai: Horizont, Let’s go, Éliás project, Staff, Éliás Gyula és zenekara
- Éliás Jr. és zenekara – saját dalok és soul-funky fóként Barry White slágerek.

## Albumok
- Best of (1999)
- Non stop (2002)
- Jól vagyok (2007)
- Boldog vagyok (2010)
- Egy láthatatlan szál (2014)